# Paola Fantato
Paola Fantato es una arquera italiana. Es una de las pocas atletas discapacitadas clasificada para competir en los Juegos Olímpicos.

## Biografía
Sufriendo de polio, ha estado en una silla de ruedas desde los 8 años. Al crecer, comenzó a practicar tiro con arco. Sus primeros Juegos Paralímpicos fueron en Seúl 1988. En el evento de tiro con arco en equipo, Italia terminó en cuarto lugar, pero en individual Fantato reclamó por poco la medalla de bronce, terminando empatada en puntos con la neozelandesa Neroli Fairhall, la primera atleta paralímpica que pudo clasificar en los Juegos Olímpicos (en 1984), quien ocupó el cuarto lugar. En los Juegos de Barcelona 1992, compitió únicamente en el evento individual y ganó la medalla de oro, venciendo a Elli Korva de Finlandia por un punto en la final y estableciendo en la primera ronda un nuevo récord mundial en 1 285 puntos.
En los Juegos Paralímpicos de 1996 en Atlanta, ganó el oro con sus compatriotas como equipo y una medalla de bronce individual. Aunque su puntaje de 547 puntos en la primera ronda individual fue el mejor resultado de la competencia y estableció un récord mundial, debido a su compatriota Sandra Truccolo, disputó la pequeña final por la medalla de bronce Ese mismo año, calificó para participar en los Juegos Olímpicos, que precedían a los Juegos Paralímpicos en Atlanta. No fue la primera atleta paralímpica en participar en los Juegos Olímpcos, Neroli Fairhall se clasificó en 1984. Sin embargo, ella fue la primera en participar en los Juegos Olímpicos y paralímpicos en el mismo año. En los Juegos Olímpicos, quedó novena en el evento por equipos y quincuagésima cuarta en el individual. 
En los Juegos Paralímpicos de Sídney 2000, ganó dos medallas de oro, tanto en equipo como individual, donde venció a la británica Kathleen Smith en la final, después de haber establecido nuevamente un récord mundial (593 puntos) en la primera ronda. En los Juegos de Atenas en 2004, en su última competencia, ganó plata como equipo y una medalla de oro individual, defendiendo su título paralímpico con una victoria contra la japonesa Naomi Isozaki en la final.

## Palmarés

### Juegos Paraolímpicos
- Juegos Paralímpicos de 2004 en Atenas (Grecia): 
  - Medalla de oro en W1 / W2 individual
  - Medalla de plata, Medalla de oro en el evento de equipo
- Juegos Paralímpicos de Sídney 2000 (Australia): 
  - Medalla de oro en W1 / W2 individual
  - Medalla de oro en el evento de equipo
- Juegos Paralímpicos de 1996 en Atlanta (Estados Unidos): 
  - Medalla de oro en el evento de equipo
  - Medalla de Bronce, Medalla de oro en W2 individual
- Juegos Paralímpicos de 1992 en Barcelona (España): 
  - Medalla de oro en AR2 individual
- Juegos Paralímpicos de 1988 en Seúl (Corea del Sur): 
  - Medalla de Bronce, Medalla de oro en individual
  - 5 en el evento del equipo

### Juegos Olímpicos de verano
- Juegos Olímpicos de 1996 en Atlanta (Estados Unidos): 
  - 9 en el evento de equipo
  - 54 individualmente